# 披铂石棉
披铂石棉，又稱白金石綿、铂石棉，就是表面上附有附有极细铂粉的石棉，把石棉在铂氯酸（H2PtCl6·(H2O)6）的稀溶液里浸透，然后放在火焰上灼烧，铂氯酸受热分解，生成很细的铂粉，附着在石棉表面上，由于铂粉很细，因此它的表面积很大，催化作用要比普通铂粉要强得多。